# Ptychosalpinx
Ptychosalpinx is een geslacht van weekdieren uit de klasse van de Gastropoda (slakken).

## Soorten
- Ptychosalpinx altilis (Conrad, 1832) †
- Ptychosalpinx globulus (Dall, 1889)